# كينغ تشيب
كينغ تشيب (بالإنجليزية: King Chip) هو رابر وكاتب أغاني أمريكي، ولد في 20 أكتوبر 1986 في كليفلاند في الولايات المتحدة.

## وصلات خارجية
- الموقع الرسمي
- كينغ تشيب على موقع ميوزك برينز (الإنجليزية)
- كينغ تشيب على موقع ديسكوغز (الإنجليزية)